# L'Ineffable Professeur Davis
Pour plus de détails, voir Fiche technique et Distribution.
L'Ineffable Professeur Davis (The Black Sheep of Whitehall) est un film britannique réalisé par Basil Dearden et Will Hay, sorti en 1942.

## Synopsis
Forcé de quitter son école par correspondance criblée de dettes, Will Davis se rend à Whitehall pour rencontrer Bobby Jessop, son seul élève, qui y travaille aux relations publiques. Pour se débarrasser de Davis, Jessop propose de lui trouver un travail à Whitehall. Puis il se rend à la gare pour y accueillir le professeur Davys, un éminent économiste qui revient d'Amérique du sud pour conseiller le gouvernement britannique à propos d'un traité commercial qui pourrait être crucial pour l'effort de guerre britannique.
Hélas, Davis est confondu avec l'expert et ses réponses aux interviews sont délirantes. Jessop, après avoir retrouvé le professeur Davys, découvre qu'il est en réalité un dénommé Crabtree, un sympathisant nazi travaillant pour l'Allemagne.
Jessop promet à Davis un travail s'il l'aide à retrouver le vrai Davys, qui est retenu par les acolytes de Crabtree. Ils arrivent à déjouer le complot à temps.

## Fiche technique
- Titre français : L'Ineffable Professeur Davis ou À la dernière minute[1]
- Titre original : The Black Sheep of Whitehall
- Réalisation : Basil Dearden et Will Hay
- Scénario : Angus MacPhail, John Dighton
- Direction artistique : Thomas N. Morahan
- Photographie : Eric Cross, Günther Krampf
- Son : Len Page
- Montage : Ray Pitt
- Production : Michael Balcon
- Production associée : S.C. Balcon
- Société de production : Ealing Studios
- Société de distribution : United Artists, Associated British Film Distributors
- Pays de production :  Royaume-Uni
- Langue originale : anglais
- Format : Noir et blanc  — 35 mm — 1,37:1 — son mono
- Genre : Comédie
- Durée : 80 minutes
- Dates de sortie : 
  - Royaume-Uni : 8 janvier 1942
  - France : 1er août 1947[1]

## Distribution
- Will Hay : Professeur Davis
- John Mills : Bobby Jessop
- Basil Sydney : Arthur Costello
- Henry Hewitt : Professeur Davys
- Felix Aylmer : J.B. Crabtree
- Owen Reynolds : Harman
- Frank Cellier : Docteur Innsbach
- Joss Ambler : Sir John
- Frank Allenby : Onslowe
- Thora Hird : Joyce